# サン＝フィアクル＝シュル＝メーヌ
サン＝フィアクル＝シュル＝メーヌ （Saint-Fiacre-sur-Maine）は、フランス、ペイ・ド・ラ・ロワール地域圏、ロワール＝アトランティック県のコミューン。

## 地理

サン＝フィアクルの位置

コミューンはセーヴル・ナンテーズ川とメーヌ川の合流地点に位置する。町はそこから2.4km上流、2つの河川の間にある。ナントの南東15km、クリッソンの北西12kmに位置している。
1999年にINSEEがまとめた順位表によると、サン＝フィアクルは都市圏に属する都市的地域である。ナント都市圏の一部、ナント-サン＝ナザール都市空間の一部である。
コミューン面積の80%以上はブドウ栽培、主としてミュスカデの生産に用いられている。コミューン面積においては、最もワイン生産が行われている村である。丘の中腹にあるブドウ畑は村の周囲四方に広がる。

## 歴史
6世紀、サン＝フィアクルはサンティレール・デュ・コワン（Saint-Hilaire-du-Coing、ラテン語名:Sanctus Hilarius de Cueno）という名でつくられた。集落は16世紀にサン＝フィアクル＝デュ＝コワン（Saint-Fiacre-du-Coing、ラテン語名:anctus Fiacrus de Cognio）となった。聖フィアクル像に多くの巡礼がやってきたためである。この集落はグレーヌ侯爵領のもとにあった。現在の名称となったのは1920年からである。

## 人口統計
| 1962年 | 1968年 | 1975年 | 1982年 | 1990年 | 1999年 | 2006年 | 2011年 |
| ------ | ------ | ------ | ------ | ------ | ------ | ------ | ------ |
| 636    | 651    | 761    | 935    | 935    | 996    | 1141   | 1165   |

参照元:1999年までEHESS、2004年以降INSEE

## 経済
農業、畜産、ブドウ栽培が行われる。ミュスカデはAOC登録され、ミュスカデ・セーヴル・エ・メーヌとして扱われる。

## 姉妹都市
- エシシャン、スイス